# Siti dolmenici di Gochang, Hwasun e Ganghwa
I siti dolmenici di Gochang, Hwasun e Ganghwa (고창 / 화순 / 강화지석묘군?, 高敞 / 和順 / 江華支石墓群?) sono un raggruppamento di alcune centinaia di dolmen in pietra che venivano usati per scopi funerari o rituali durante il I millennio a.C. nella penisola coreana, durante la cultura megalitica. Nel 2000 i siti vennero inclusi nell'elenco dei Patrimoni dell'umanità dell'UNESCO. La Corea ospita oltre il 40% di tutti i dolmen sparsi per il mondo, la maggior parte dei quali si trova proprio in questi 3 siti, all'interno dei confini della Corea del Sud.

## Storia
L'età del bronzo raggiunse il suo apice intorno al X secolo a.C.. Questo periodo fu caratterizzato da un maggiore uso di utensili in bronzo, realizzati con una lega di rame e stagno o zinco. I materiali usati per produrli venivano estratti scavando in tumuli di grandi dimensioni, conosciuti come dolmen o goindol (고인돌?) in coreano, che significa "pietra" (돌?, dolLR) "sostenuta" (고인?, goinLR) da altre pietre.
I dolmen venivano per di più usati come sito di sepoltura. Insieme alle spoglie, talvolta venivano lasciati come offerta oggetti in terracotta e bronzo e utensili in pietra. Gran parte di essi si trova nei paesi del nord-est asiatico, come Corea, Cina e Giappone. Tra questi paesi la Corea ospita circa 30.000 monumenti sparsi tra Corea del Nord (circa 15.000) e Corea del Sud (circa 10.000), che insieme rappresentano il 40% di tutti i dolmen conosciuti nel mondo. Un numero considerevole di dolmen in Corea è stato distrutto soprattutto dagli agricoltori, che li consideravano di intralcio durante la lavorazione dei campi.
La maggior parte dei dolmen in Corea è raggruppata lungo la costa occidentale, nelle province di Jeolla, dove ne sono stati identificati circa 20.000. Tra questi vi sono i siti di Gochang, Hwasun e Ganghwa, ancora in buone condizioni e diversi nello stile.

## Descrizione
I dolmen coreani variano molto a seconda della regione, ma sono per la maggior parte divisi in due tipi: la tipologia a "tavolo" e la tipologia a "scacchiera" o baduk, differenziate dalla forma delle pietre e dalla posizione della camera singola.
Il dolmen a "tavolo" (chiamato così perché ne ricorda la forma) è costruito con due o tre lastre di pietra poste verticalmente, che circondano la cista o stanza di sepoltura, sopra alle quali è posta un'ulteriore lastra che funge da tetto. Questo tipo di dolmen viene anche chiamato "tipo settentrionale", perché maggiormente presente nella parte nord della penisola. Il dolmen a "scacchiera" o baduk ha una camera di sepoltura sotterranea, costruita erigendo lastre di pietra o accumulandone frammenti. Sopra la camera vi sono delle pietre (molto più basse rispetto a quelle del tipo settentrionale) le quali reggono una roccia di grandi dimensioni. A volte, inoltre, non vi sono pietre di sostegno, ma solo una grande lastra a coprire la camera sotterranea. Questa tipologia, chiamata anche "tipo meridionale", si può più frequentemente trovare a sud.
La lastra posta a coprire la tomba può variare per forma e dimensioni, pesando a volte centinaia di tonnellate. Spostare blocchi così pesanti deve aver richiesto una grande forza di lavoro, per questo si pensa che la maggior parte di questi monumenti funebri appartenessero a famiglie ricche o importanti per cui era necessario costruire una degna sepoltura. Per la costruzione, gli archeologi hanno supposto l'utilizzo di tronchi rotondi e corde, con cui le pietre venivano tirate e poi fatte rotolare fino al luogo della costruzione, ma non vi sono documenti certi che testimonino la presenza delle attrezzature usate durante la costruzione.

### Il sito di Gochang

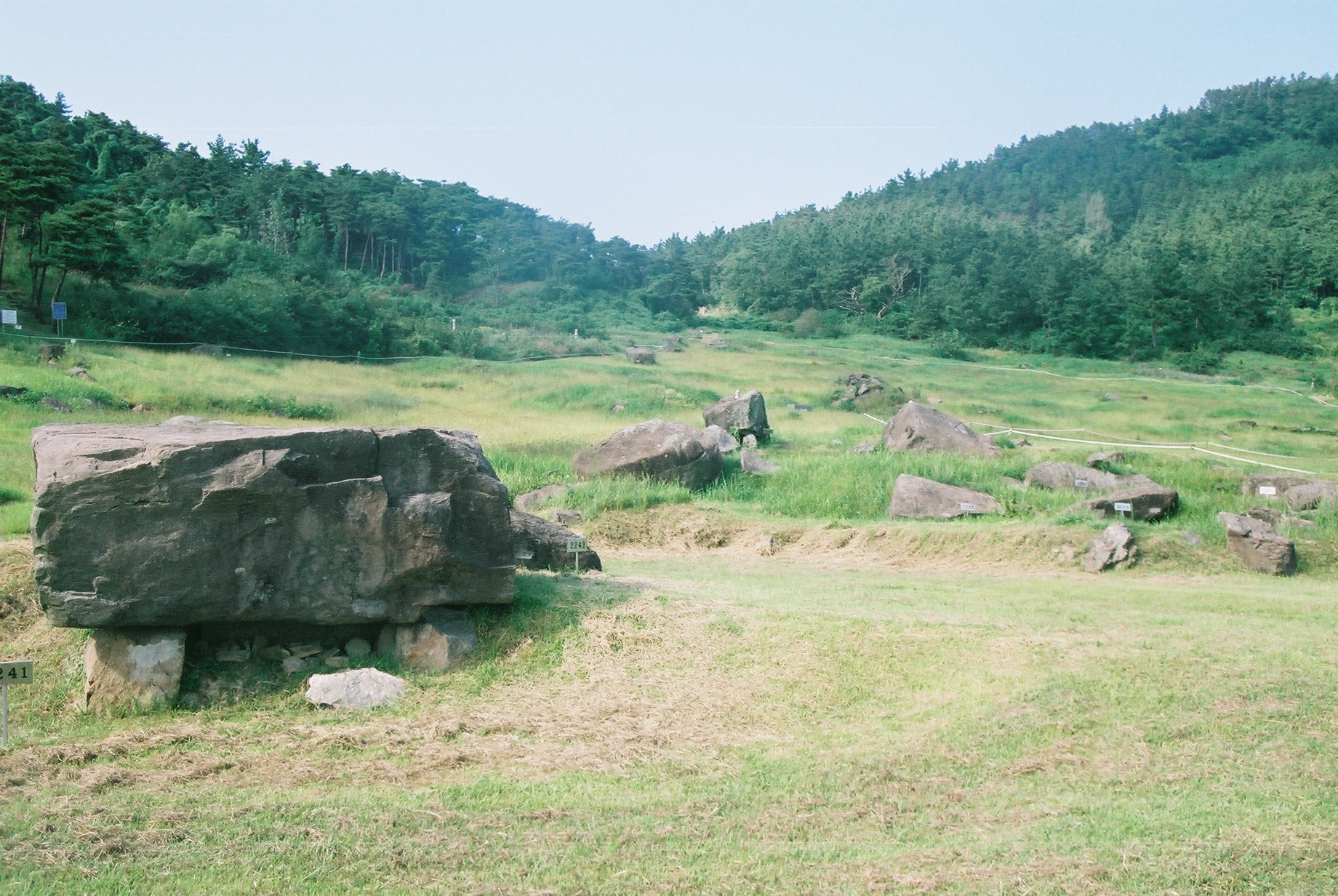
Dolmen del sito di Gochang

A Jungnim-ri, Sanggap-ri e Dosan-ri (contea di Gochang, provincia del Jeolla settentrionale) si trovano centinaia di dolmen di varie dimensioni. Il sito si trova nei pressi del villaggio di Maesan, lungo i pendii delle colline che vanno da est a ovest per circa 1,8 km. Vi sono stati scoperti 447 dolmen, il che lo rende il più grande e diversificato gruppo di dolmen al mondo; la stretta vicinanza tra un dolmen e l'altro lo rende anche uno dei siti più densi. Tra il 400 e il 500 a.C. questi dolmen fungevano da sito di sepoltura per gli abitanti della regione.
I dolmen a "tavolo" del villaggio di Jidong, Dosan-ri, sono gli ultimi dolmen dello stile settentrionale trovati a sud, mentre il resto dei dolmen di Gochang sono della varietà a scacchiera. Inoltre, è probabile che mettere oggetti funerari all'interno dei dolmen di questa regione non fosse una pratica comune, in quanto non ne sono stati trovati di particolari.

### Il sito di Hwasun

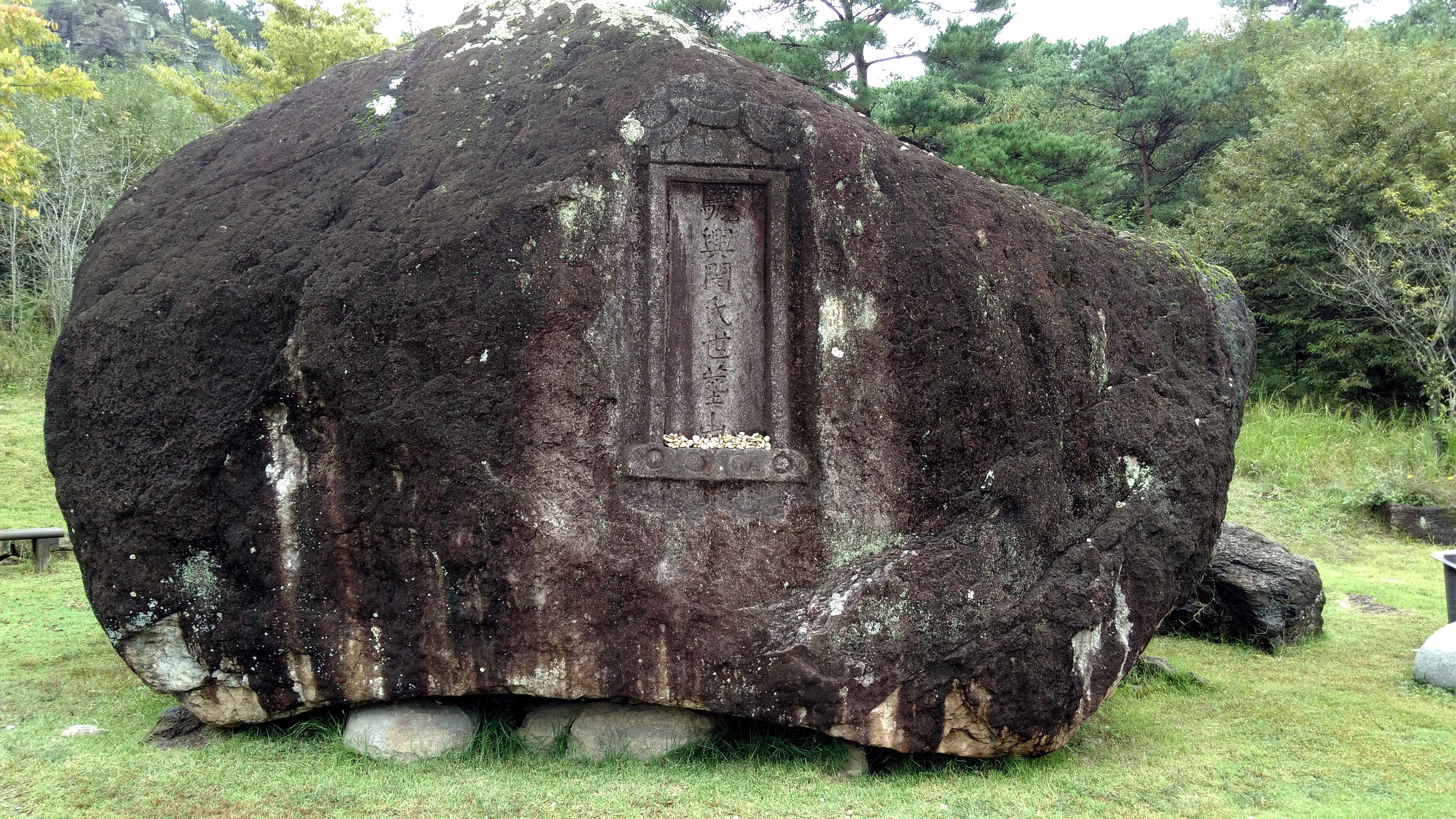
Pingmae Bawi, dolmen del sito di Hwasun

Un tratto di cinque chilometri della valle di Bogeomjae nella contea di Hwasun (provincia di Jeolla meridionale) attraversa Hyosan-ri a Dogok-myeon e Daesin-ri a Chunyang-myeon e ospita un totale di 597 dolmen (287 dolmen e 309 pietre che si presume siano dolmen). Questi dolmen, che sono stati trovati in buone condizioni, sono stati segnalati a circoli accademici nel 1995. Il dolmen "Pingmae Bawi" (letteralmente "pietra che scaglia") è uno dei più grandi e pesanti del mondo, lungo 7,3 metri, largo 5 metri e con un peso di circa 280 tonnellate.
Durante un'indagine su 35 dolmen sono state scoperte varie reliquie, inclusi strumenti di pietra e contenitori di terracotta. Dopo vari studi per la datazione al radiocarbonio e a termoluminescenza di questi materiali, si è ipotizzato che questi dolmen furono molto probabilmente costruiti tra l'800 e il 500 a.C. In prossimità della sommità del monte è stata ritrovata una cava di roccia che riporta i segni dell'estrazione di frammenti di pietra, che forniscono informazioni sul processo di costruzione dei dolmen così come sulle tecniche di lavorazione e di trasporto della pietra.

### Il sito di Ganghwa

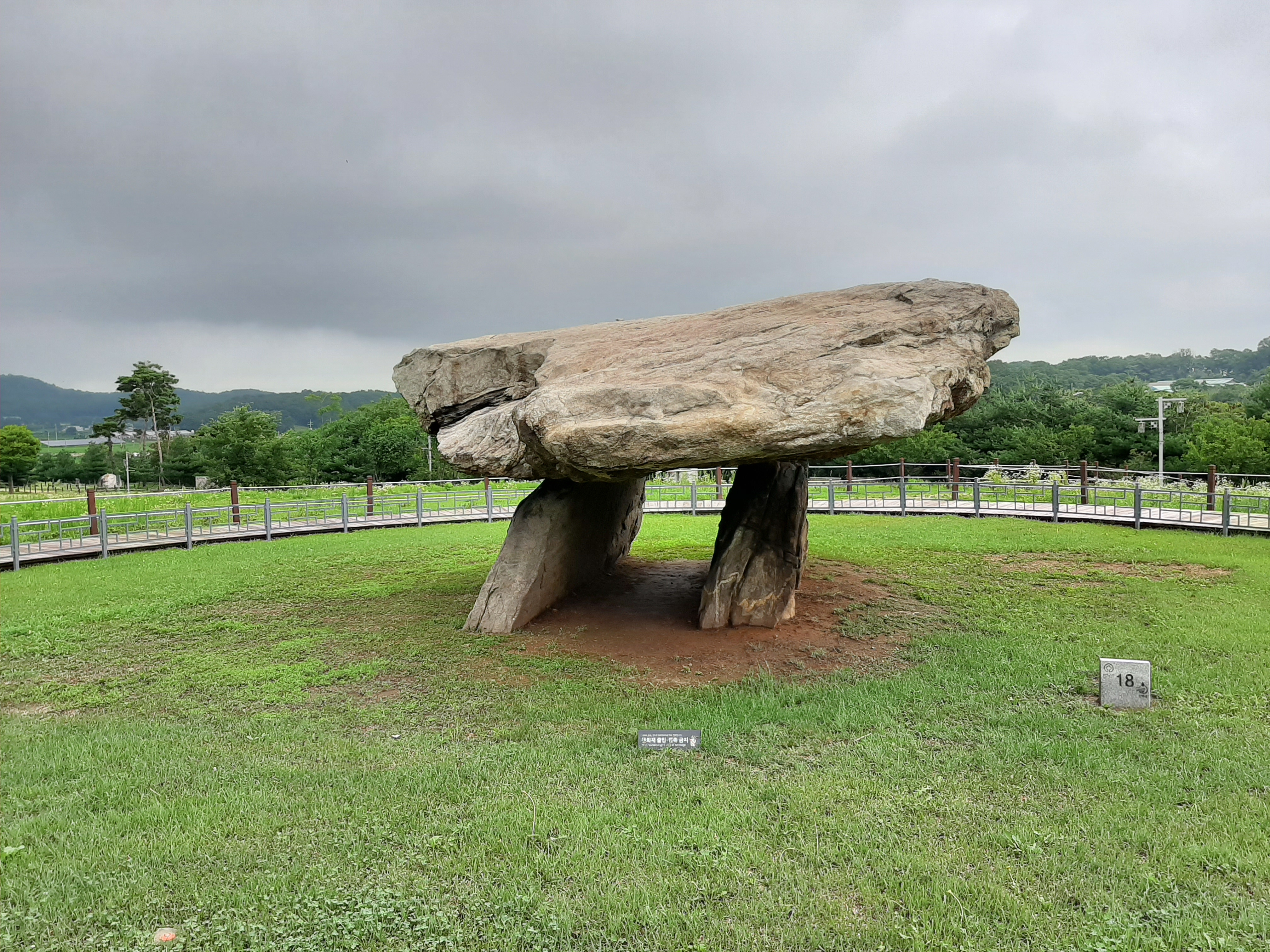
Dolmen del sito di Ganghwa

Il sito di Ganghwa conta 127 dolmen sparsi tra i cinque villaggi di Bugeun-ri, Samgeo-ri, Gocheon-ri, Osang-ri e Gyosan-ri, ai piedi del monte Goryeo (contea di Ganghwa, area metropolitana di Incheon). 
Questi dolmen si trovano ad un'altitudine compresa tra i 100 e 200 metri sul livello del mare, che è notevolmente maggiore rispetto ad altri dolmen trovati in Corea. Al centro di un terreno agricolo a Bugeun-ri si trova uno dei più grandi dolmen della penisola, composto da due pietre di sostegno alte 2,45 metri, con una pietra di copertura di 6,4 metri e 50 tonnellate di peso. Le grandi pietre di sostegno sono inclinate verso est di circa 30 gradi, creando una lunga camera funeraria rettangolare che ricorda un corridoio, e la pietra di copertura è posta quasi parallela alla superficie della terra. Questo dolmen è tuttavia privo di qualsiasi oggetto funerario: alcuni ricercatori ipotizzano che potrebbe non essere stato un cimitero, ma piuttosto un memoriale di una particolare tribù o un santuario rituale.